# Jacques Cornano
Jacques Cornano, né le 18 novembre 1956 à Saint-Louis de Marie-Galante, est un homme politique français. Maire de Saint-Louis en 2001, il est élu sénateur de la Guadeloupe en 2011.

## Carrière professionnelle
Avant d’exercer ses fonctions politiques, Jacques Cornano se consacre à l’enseignement. Professeur en génie électrique, spécialisé dans la branche électrotechnique, il enseigne en Guadeloupe et à l’École normale nationale de l’apprentissage (ENNA) de Toulouse. De retour dans l’archipel et enseignant à Capesterre-Belle-Eau, il est nommé président de l’Aigle, une association sportive et culturelle. 
Il œuvre en faveur de l’ouverture de la section électrotechnique au lycée Hyacinthe-Bastaraud à Grand-Bourg de Marie-Galante dès 1978. C'est également dès son retour en Guadeloupe continentale que la population de sa commune natale l’invite à se présenter aux élections municipales[Interprétation personnelle ?].

## Parcours politique

### Maire
Bien qu’il soit encore enseignant en Guadeloupe continentale, de nombreux Saint-Louisiens font appel à Jacques Cornano afin qu’il présente une liste d’opposition lors des élections municipales de 2001[réf. nécessaire]. Il remporte alors ces élections et devient maire de la ville de Saint-Louis de Marie-Galante, face à son prédécesseur, François Paméole, en poste depuis 1983. 
En 2014, il est réélu, pour la troisième fois dès le premier tour, maire de Saint-Louis. 

### Conseiller général et suppléant du député Éric Jalton
À l'occasion des élections législatives de 2002, il est suppléant de Éric Jalton, lorsque ce dernier est élu député de la première circonscription de la Guadeloupe. Il assumera de nouveau cette position à la suite de la réélection de Éric Jalton en 2007. Jacques Cornano exerce également la fonction de conseiller général du canton de Saint-Louis. Il est réélu à ce poste en 2008 et a exercé cette fonction jusqu'en 2011, année où il est élu sénateur.

### Sénateur
En 2011, Jacques Cornano se présente aux élections sénatoriales et c’est sous l’étiquette Divers gauche qu’il est élu sénateur de la Guadeloupe (avec 53,65%  des voix au second tour), avec Jacques Gillot et Félix Desplan.
Il est membre de la délégation sénatoriale aux outre-mer ainsi que de la Commission du Développement durable, des infrastructures, de l’équipement et de l’aménagement du territoire. 
Début 2015, il a été nommé rapporteur du groupe de travail « les Outre-Mer confrontés au changement climatique » dans le cadre de la préparation de la 21e conférence des parties (COP21).
Il parraine le candidat En marche ! Emmanuel Macron pour l'élection présidentielle 2017.

## Mandats
- 18 mars 2001 - 1er octobre 2011 : conseiller général de la Guadeloupe (canton de Saint-Louis)
- 18 mars 2001 - 28 juin 2020 : maire de Saint-Louis de Marie-Galante
- 1er octobre 2011 - 1er octobre 2017 : sénateur de la Guadeloupe